# Best (film)
Pour les articles homonymes, voir Best.
Pour plus de détails, voir Fiche technique et Distribution.
Best est un film britannique réalisé par Mary McGuckian et sorti en 2000.

## Synopsis
Le film relate la carrière du joueur de football nord-irlandais George Best, notamment lorsqu'il jouait à Manchester.

## Fiche technique
- Date de sortie : 12 mai 2000 (USA)
- Réalisateur : Mary McGuckian
- Scénariste : John Lynch et Mary McGuckian
- Société de production : Best Films Ltd.
- Producteur : Max Gottlieb
- Costumes : Anushia Nieradzik
- Direction artistique : Sarah Jane Cornish et David Reid
- Musique : Mark Stevens
- Photo : Witold Stok
- Langue : anglais
- Genre : Film dramatique
- Durée : 102 minutes

## Distribution
- John Lynch : George Best
- Ian Bannen : Sir Matt Busby
- Jerome Flynn : Bobby Charlton
- Ian Hart : Nobby Stiles
- Patsy Kensit : Anna
- Cal Macaninch : Paddy
- Linus Roache : Denis Law
- Adrian Lester : Rocky
- David Hayman : Tommy Docherty / le barman
- James Ellis : Dickie Beal
- Roger Daltrey : Rodney Marsh
- Clive Anderson : l'interviewer
- Sophie Dahl : Eva Haraldsted
- Stephen Fry : Frazer Crane
- Philip Madoc : Jimmy Murphy

## Remarques
Patsy Kensit participera en janvier 2015 à l'émission Celebrity Big Brother. Elle y sera notamment avec Calum Best, le fils que George Best a eu avec Angie Best (rôle qu'interprète Kensit). 
En 2017, Angie et Calum Best se retrouveront dans la 19e saison de programme. 